# Lars Bender
Lars Bender (Rosenheim, 27 de abril de 1989) é um ex-futebolista alemão que atuava como Volante. É irmão gêmeo de Sven Bender.

## Carreira

### Bayer Leverkusen
Bender jogou sua última partida profissional em 22 de maio de 2021, na última rodada da Bundesliga de 2020–21, na derrota por por 3-1 contra o Borussia Dortmund. Ele substituiu seu irmão Sven, que também havia disputado sua última partida, aos 89 minutos. Lars Bender fez um gol de penalti, no qual o goleiro do Dortmund Roman Bürki permitiu-lhe marcar sem fazer esforço para defender o remate.

## Seleção nacional

### Rio 2016
Lars Bender fez parte do elenco da Seleção Alemã de Futebol nas Olimpíadas de 2016.